# District de Sốp Cộp
Sốp Cộp est un district (huyện) de la province de Sơn La dans la région du Nord-ouest du Viêt Nam. Il a été créé par le décret gouvernemental n° 148/2003/ND-CP du 2 décembre 2003 à partir de huit communes issues du district de Sông Mã.

## Géographie

### Localisation
Le district est situé au sud-ouest de la province de Sơn La. Au sud et à l'ouest, il est bordé par le Laos, à l'est il est bordé par la province de Điện Biên et au nord par le district de Sông Mã.

### Géographie physique
Le district couvre une superficie de 1 468,41 km2. Le relief est principalement montagneux avec des terres fertiles adaptées à la culture industrielle et au bétail.
Le district est traversé par la rivière Nậm Sọi.

### Géographie administrative
Le district est divisé en 9 unités administratives : Dồm Cang, Mường Lạn, Mường Lèo, Mường Và, Nậm Lạnh, Púng Bánh, Sam Kha et le chef-lieu, basé à Xốp Cộp.

## Démographie
Le district comptait, en 2009, 39 038 habitants.

## Sources
- (vi) Cet article est partiellement ou en totalité issu de l’article de Wikipédia en vietnamien intitulé « Sốp Cộp » (voir la liste des auteurs).